# KILLZONE
『KILLZONE』（キルゾーン）は、オランダのソニー・コンピュータエンタテインメントの子会社に当たるゲリラゲームズが開発したPlayStation 2専用ファーストパーソン・シューティングゲーム。日本ではセガより2005年10月27日に発売された。 

## 概要
KILLZONEシリーズ1作目。近未来を題材とした戦争物FPSに近い作風を持つ、宇宙共和国「ベクタ」と独裁国家「ヘルガーン」との惑星国家間の戦いを描いたSFゲーム。シリーズ最大の特徴は無機質なマスクに覆われ赤い双眸をした「ヘルガスト」と総称される敵キャラクターである。1人用のシングルプレイの他にも、2人までプレイヤーが参加してCPUを交えた対戦プレイも可能である。海外版ではネットワーク経由のマルチプレイ機能があるが、日本版では削除されている。本作発売後も続編が発売され、シリーズ化した。
元々ゲリラゲームズが『Kin』というタイトルでPlayStation用ゲームとしてゲームの開発プロジェクトを行っていたが、1999年にゲームの技術デモの映像を見たソニー・コンピュータエンタテインメントが、新しいコンソール（PlayStation 2）に開発を切り替えるようにゲリラゲームズに尋ね、PlayStation 2用ゲームとして、『KILLZONE』が開発された。

## プロローグ
近未来、人類が宇宙へと旅立ち、他の惑星に足を踏み入れた星間入植時代。植民地化された惑星は、地球の「ISA（Interplanetary Strategic Alliance：惑星間戦略同盟）」によって統治されていた。ISA統治下にある殖民惑星の一つ、Vekta（ベクタ）。この惑星に宇宙船団が大挙して襲来、ベクタ軌道上の防衛システム・SDプラットフォームはなぜか無力化され、船団は地上に降り立った。上陸した強襲船から現れたのは、不気味に光る赤いゴーグルを装着した兵士達。銃口を唸らせ、一気にベクタ制圧へと行動を開始する。彼らは、惑星Helghan（ヘルガーン）に軍事国家を持つ、人間に類似した生命体「Helghast（ヘルガスト）」。かつてヘルガストと人類は、戦火を交えたことがある。いま再び、ヴィサリ老を指導者に強力な軍事力を持つヘルガストは、圧倒的戦力でベクタに駐在するISA勢力を駆逐せんとしていた…。

## 登場人物

### ISA（Interplanetary Strategic Alliance：惑星間戦略同盟）
テンペラー（Templar）
階級は大尉。ISAの中でも卓越した戦闘スキルと戦術に長けたRRF（Rapid Reaction Force：高速機動部隊）の一員。
ルーガー（Luger）
階級はない。特殊ステルス機関に所属する女エリート特殊工作員。
リコ（Rico）
階級は軍曹。ISAの正規部隊に所属する、重火器・重装甲を装備したスペシャリスト。
ハッカ（Hakha）
階級は大佐。秘密諜報部隊の特殊諜報部員である。人間とヘルガストのハーフ。
ヴァーグトン将軍（Vaughton）
ISA将校。ベクタの地上司令部で対ヘルガスト戦線を指示する。状況を打破すべくテンペラー達に特殊任務を与える一方、SDプラットフォームを再生すべくセキュリティキーと共に軌道上へと向かう。
アダムス将軍（Adams）
ベクタ軌道上防衛システム・SDプラットフォームのISA司令官。

### ヘルガスト軍
ヴィサリ老（Visari）
ヘルガストを統べる最高指導者である。
レンテ将軍（Lente）
ベクタ攻撃を指示するヘルガスト第三師団司令官。